# Når vinden vender
|  | Denne artikel er oprettet af botten PalnaBot ud fra en ekstern database. Den kan derfor have sproglige fejl eller mangler. Denne skabelon kan fjernes efter kontrol af indholdet. |

Når vinden vender er en kortfilm fra 1987 instrueret af Lars Kjeldgaard efter manuskript af Lars Kjeldgaard.

## Handling
Emil er ensom. Hans far er død, og hans mor arbejder som tjenestepige i "Strandhuset". Hun har ikke tid til at tage sig af ham. Fritz er også ensom. Han skal tilbringe sommeren i "Strandhuset" sammen med sin far og sin nye stedmor. Fritz savner sin rigtige mor. Imellem Emil og Fritz udvikler der sig et magisk venskab. Men venskabet får farlige undertoner, da Emil bemærker, at hans mor foretrækker Fritz frem for ham selv.